# Johann Georg Puschner
Johann Georg Puschner der Ältere (getauft 12. Juli 1680 in Nürnberg; begraben 21. April 1749 ebenda) war ein deutscher Astronom und Kupferstecher.
Puschner wurde geboren als Sohn des Huf- und Waffenschmieds Michael Puschner und dessen Ehefrau Felizitas, geborene Hornung, und kurz danach in der Nürnberger Lorenzkirche getauft.
Im Jahre 1705 heiratete er Maria Magdalena Jenig (1680–1746) und wurde noch im selben Jahr als Kupferstecher in das Meisterbuch der Stadt Nürnberg aufgenommen. Einer seiner Söhne, der ebenfalls die Vornamen Johann Georg trug, arbeitete in der Werkstatt des Vaters mit, so dass es nicht immer möglich ist, genau zu unterscheiden, von wessen Hand ein Werk ist.
Puschner wurde vor allem durch seine Kupferstiche der Stadt und Universität Altdorf (siehe auch Natürliche Abschilderung des academischen Lebens) sowie der Nürnberger Landschaft bekannt. 
Die 1724er Ausgabe von Paul Christian Kirchners Werk Jüdisches Ceremoniel oder Beschreibung derjenigen Gebräuche enthält neun von Johann Georg Puschner signierten Kupferstiche. Vermutlich entstanden die insgesamt 28 Stiche zu jüdischen Ritualen und Gemeindeleben in seiner Werkstatt.
Er starb im Alter von 68 Jahren in Nürnberg und wurde auf dem St. Rochusfriedhof begraben.

## Kupferstiche

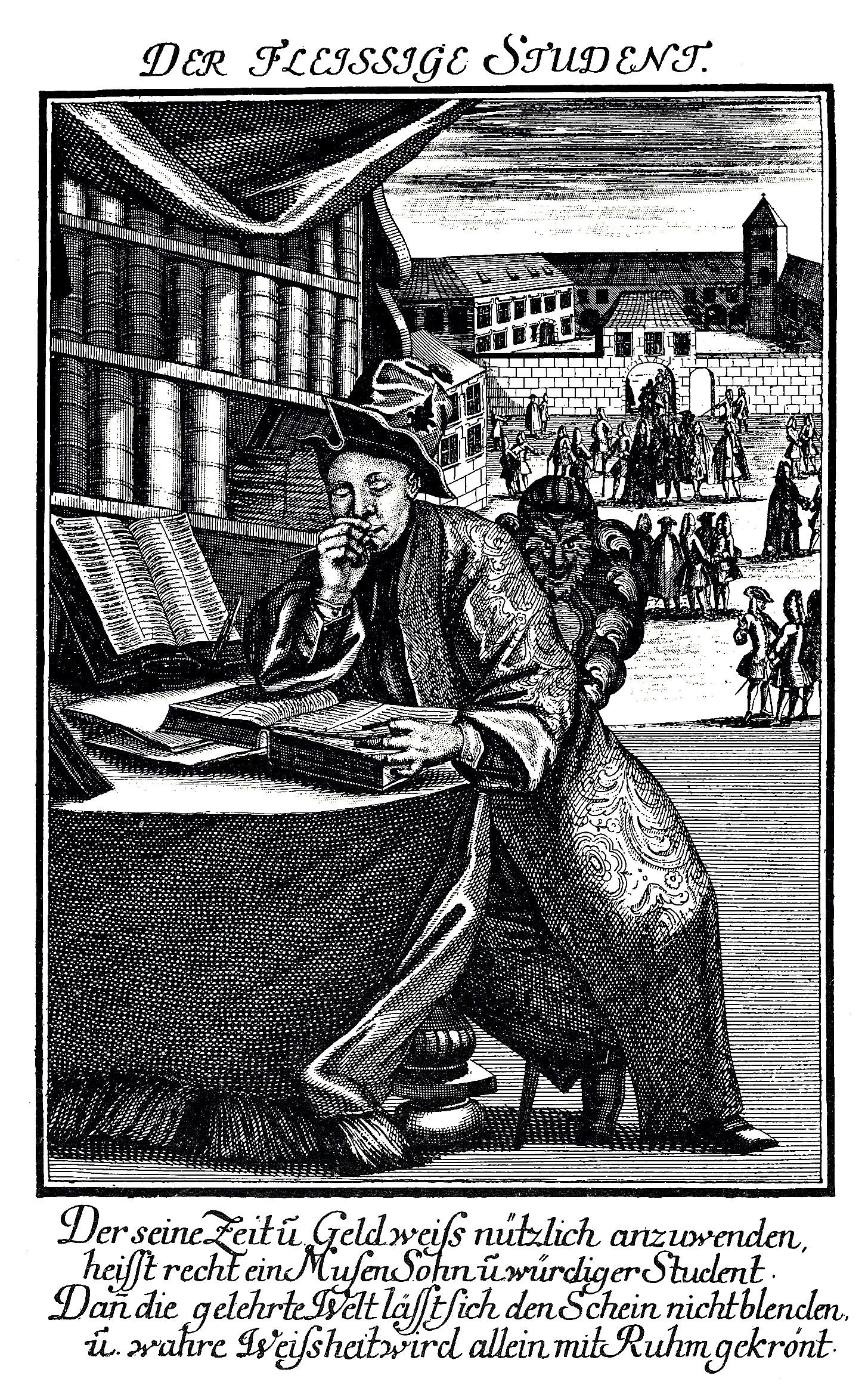
„Der Fleissige Student“
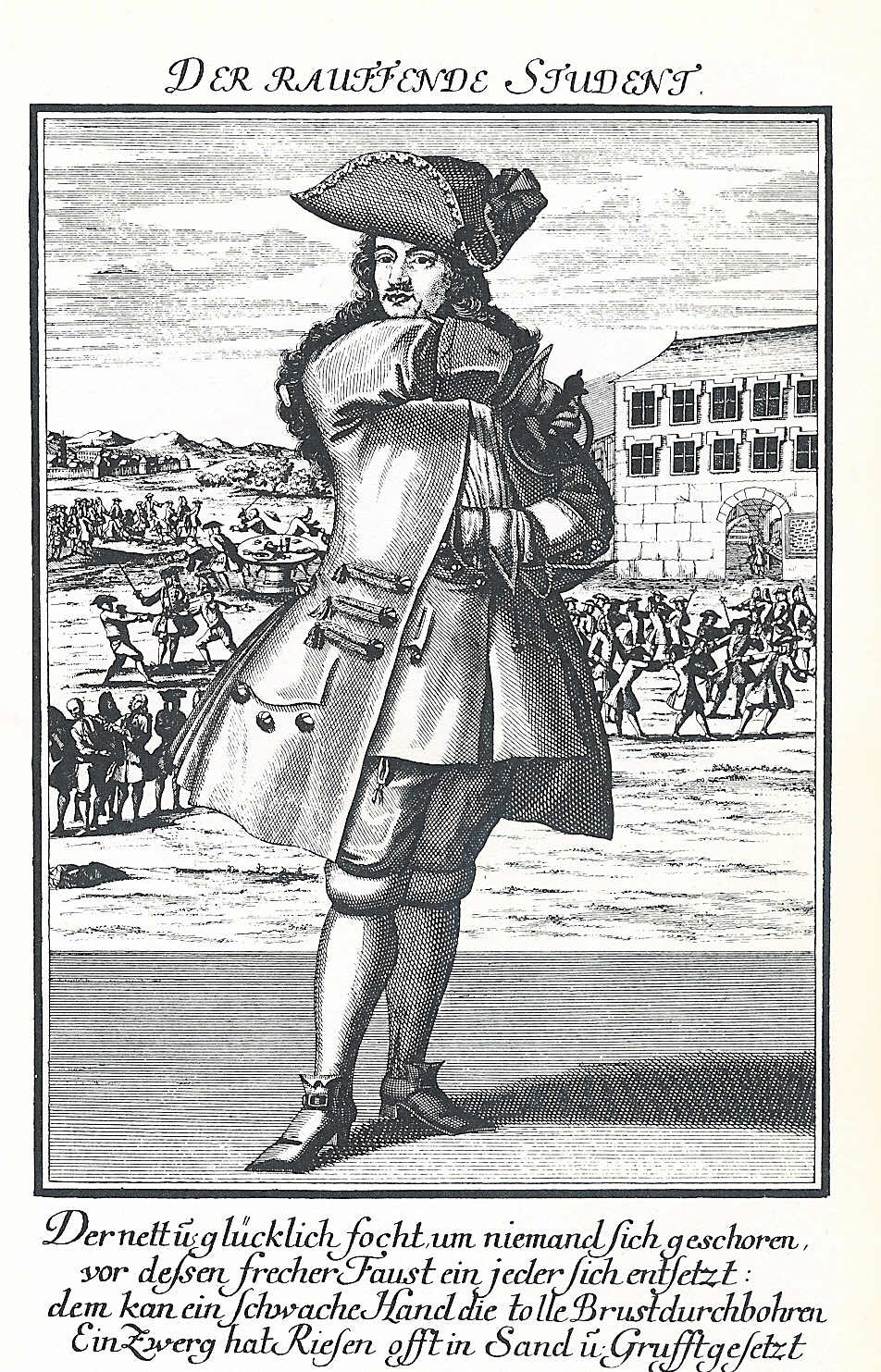
„Der Rauffende Student“
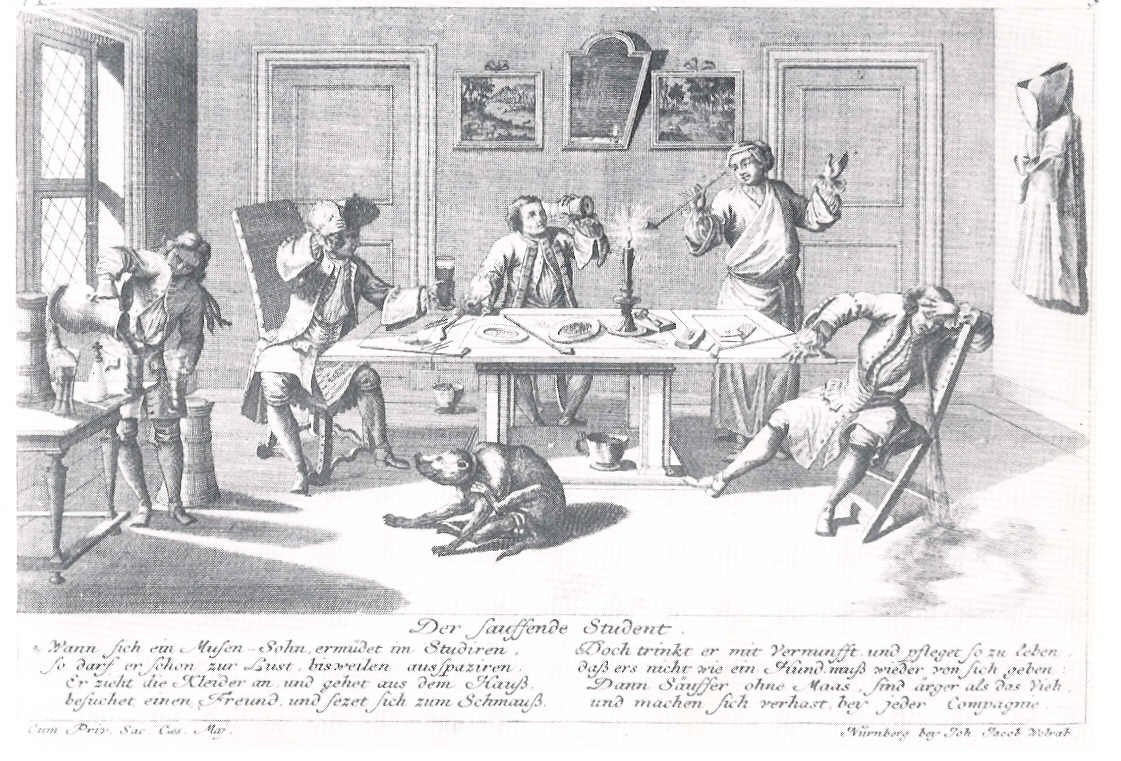
„Der sauffende Student“
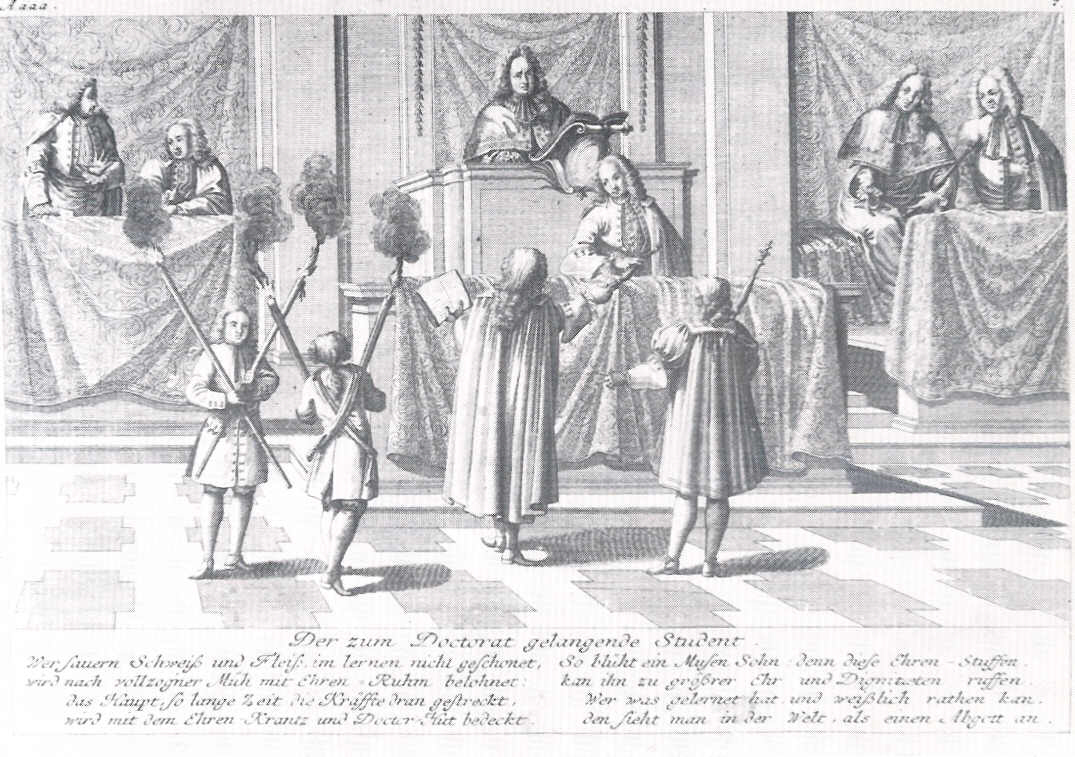
„Dendrono - Der zum Doctorat gelangende Student“
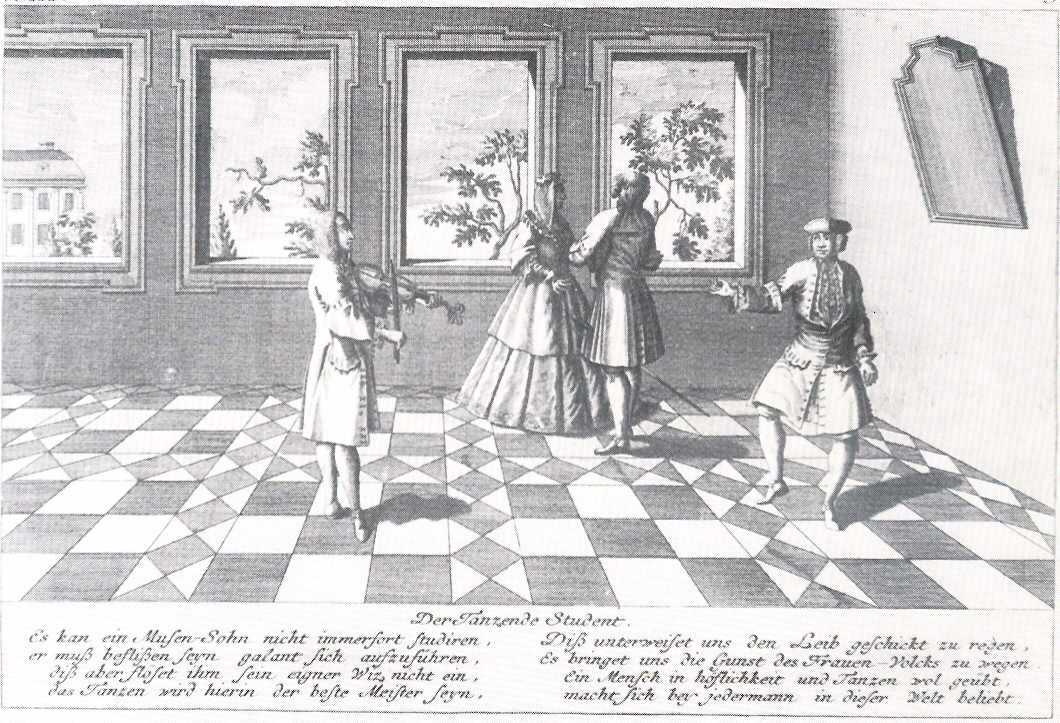
„Dendrono – Der tanzende Student“
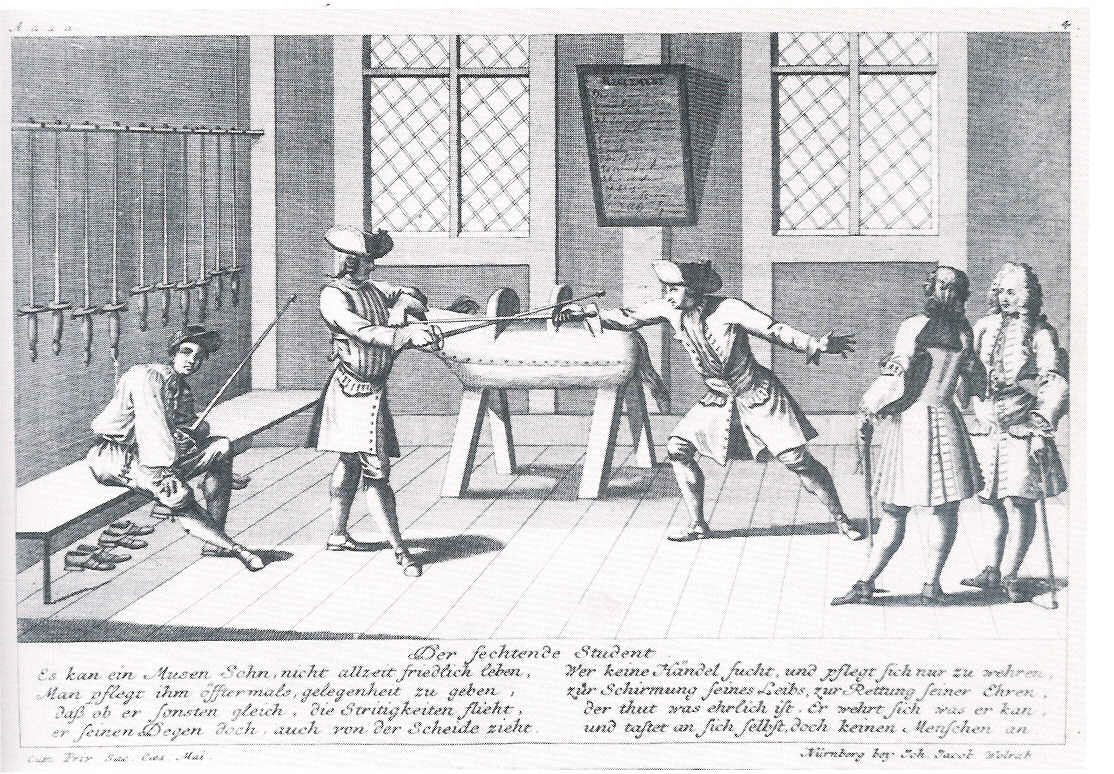
„Dendrono – Der fechtende Student“
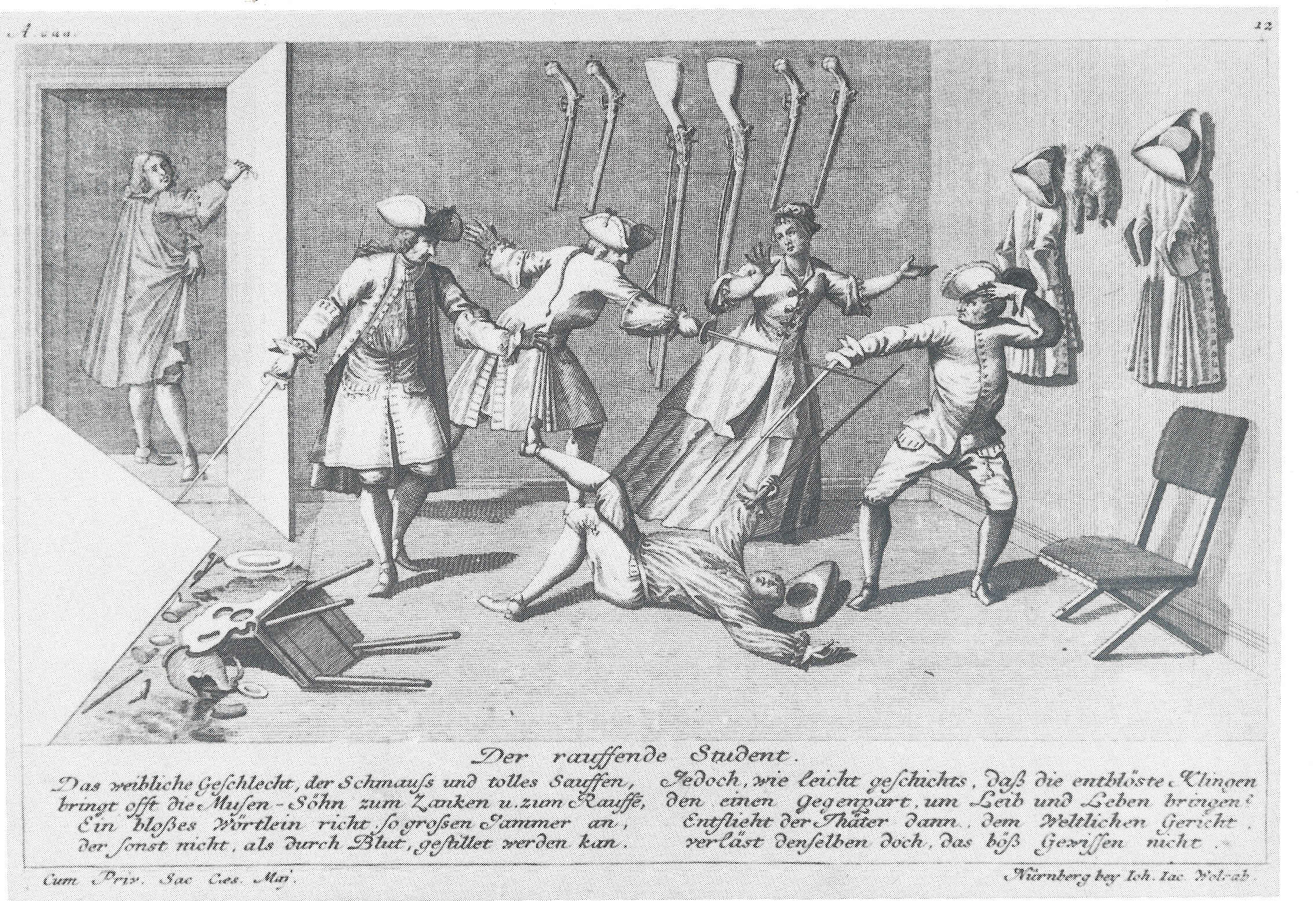
„Dendrono – Der rauffende Student“
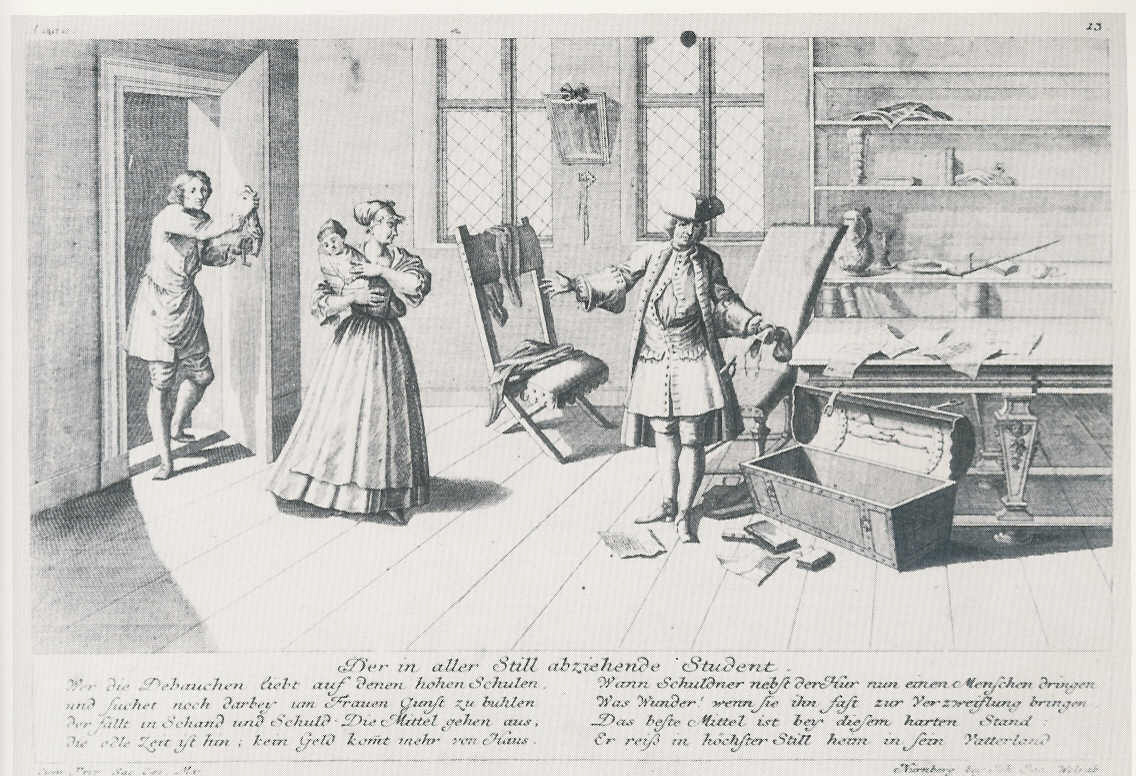
„Dendrono - Der in aller Still abziehende Student“
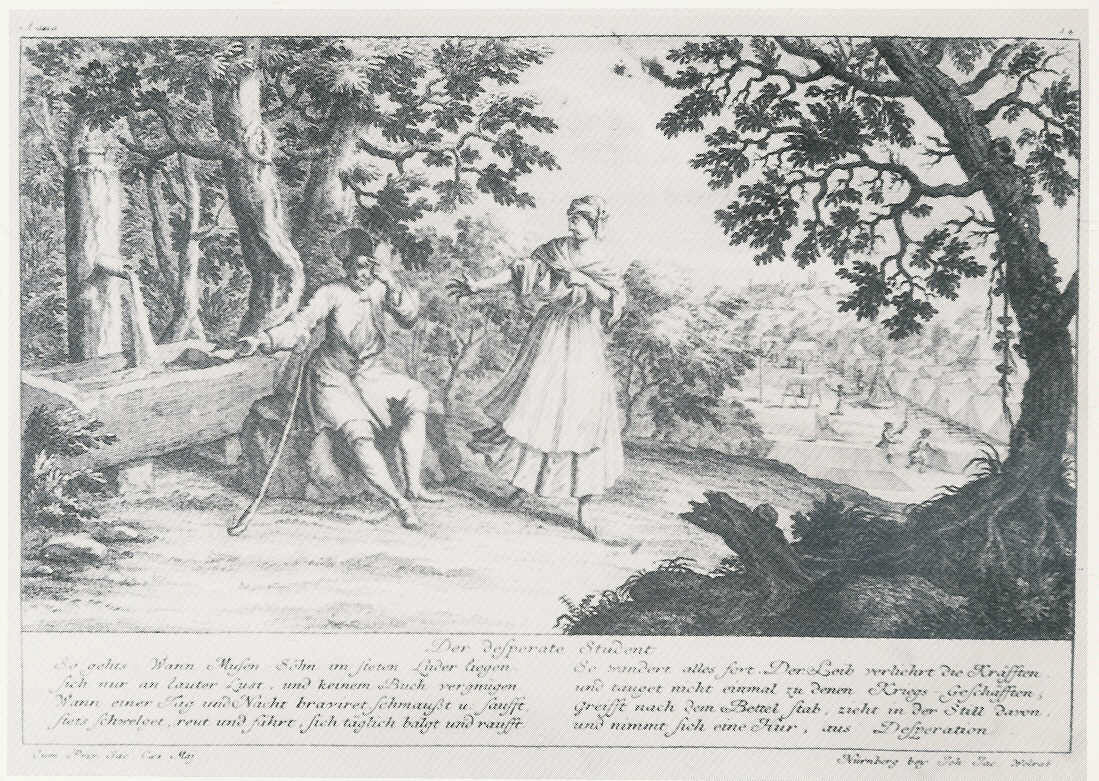
„Dendrono – Der desperate Student“
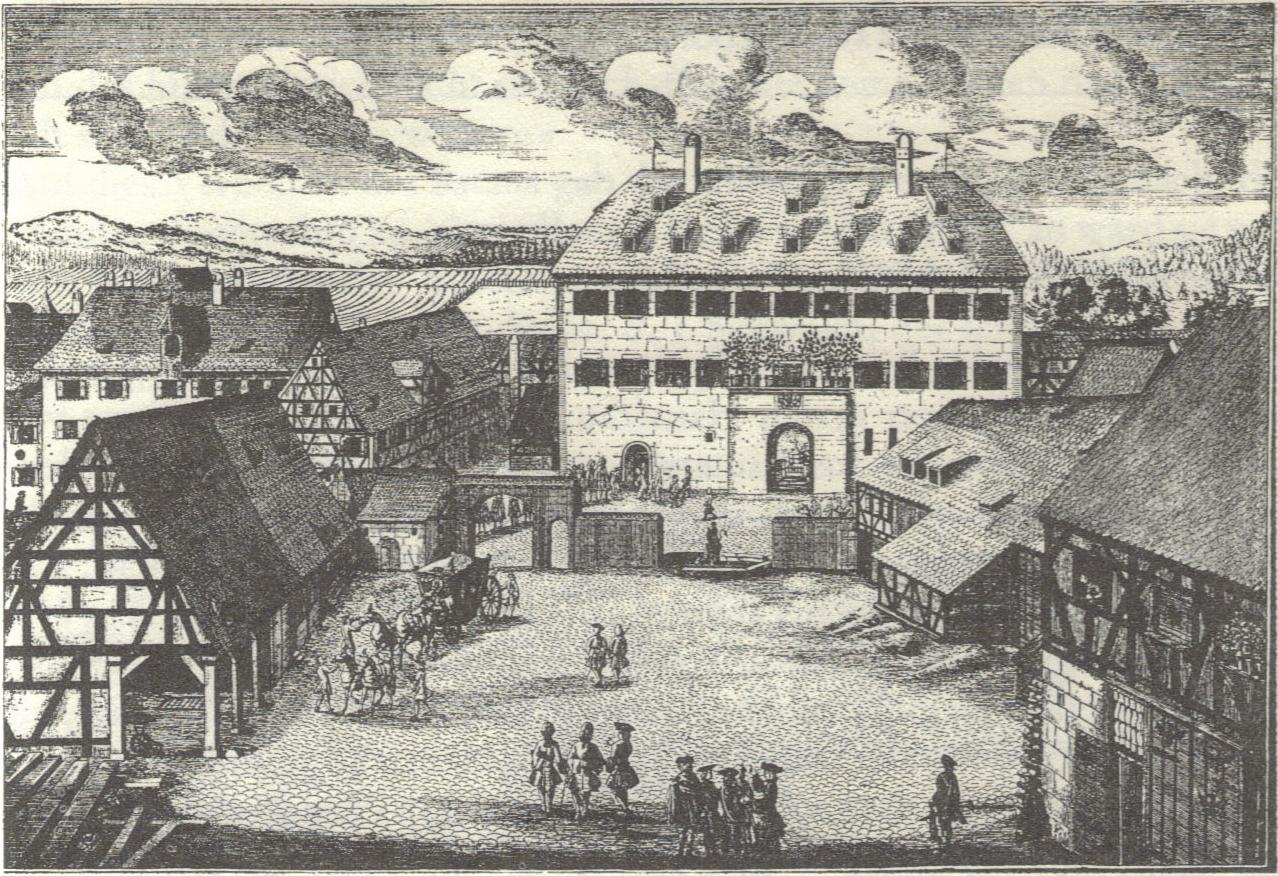
Das Schloss in Altdorf
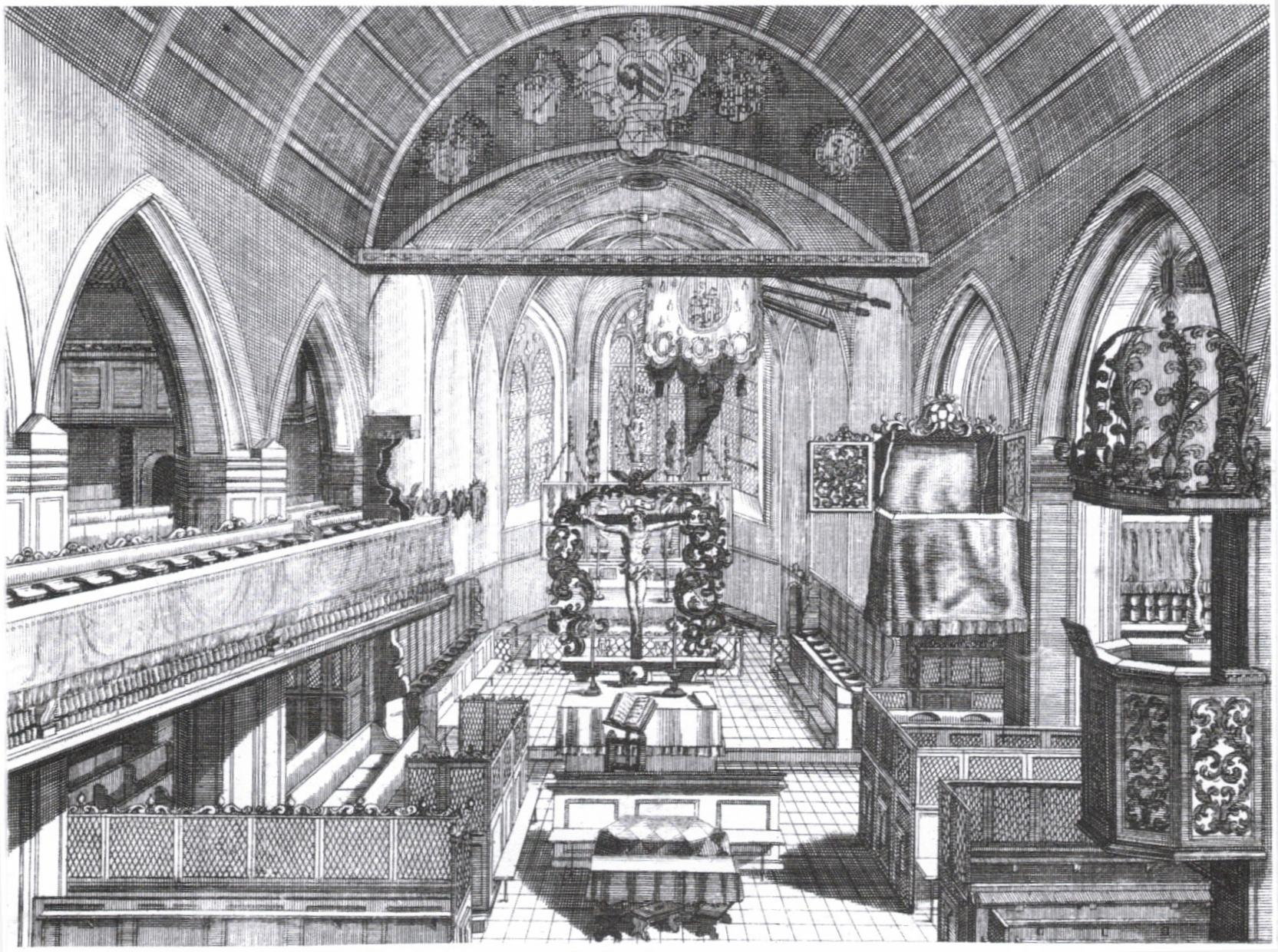
Die Laurentiuskirche in Altdorf
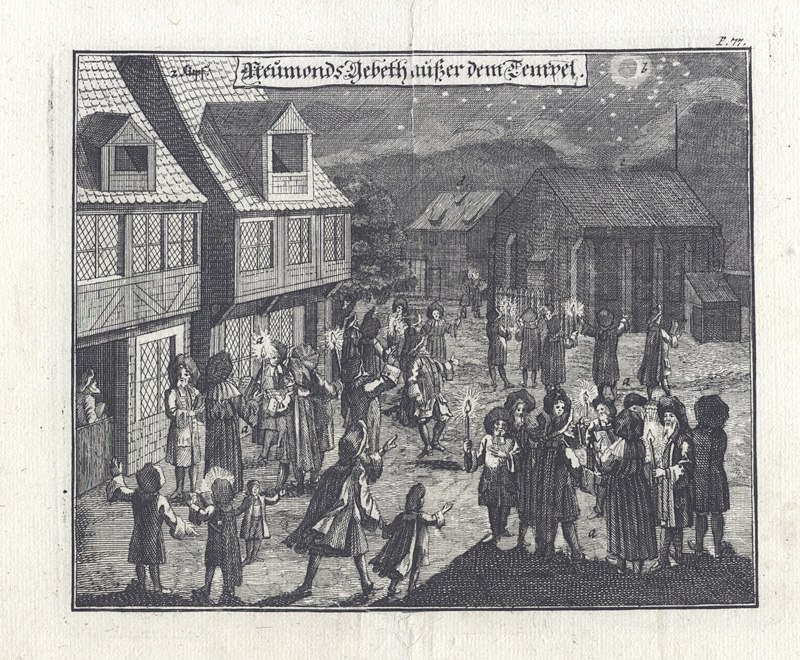
Neumondsgebeth außer dem Tempel, aus der 1735 Ausgabe von Jüdisches Ceremoniel, in der Sammlung des Jüdischen Museums der Schweiz.